# Samson Abramsky
Samson Abramsky (né le 12 mars 1953) est un informaticien théoricien. professeur d'informatique au University College de Londres.

## Carrière
Abramsky a étudié à la Hasmonean Grammar School for Boys à Hendon et au King's College (BA 1975, MA Philosophie 1979, Diplôme en informatique) et à la Queen Mary University of London (PhD en Computer Science 1988, supervisé par Richard Bornat ; titre de la thèse :  Domain Theory and the Logic of Observable Properties).
Il est programmeur à General Electric Company, 1976–1978, lecteur au département d'informatique et de statistique de la Queen Mary University of London, 1980-1983, lecteur, 1983–1988, reader, 1988–1990, puis professeur, 1990–1995, au département d'informatique de l'Imperial College London, professeur d'informatique théorique à l'université d'Édimbourg, 1996–2000, professeur d'informatique « Christopher Strachey » à l'université d'Oxford, 2000-2021, enfin professeur d'informatique au University College de Londres.

## Recherche
Ses recherches portent sur le développement de la sémantique des jeux, la théorie des domaines sous forme logique et la mécanique quantique catégorique,.
Abramsky a joué un rôle de premier plan dans le développement de la sémantique des jeux (en) et de ses applications à la sémantique des langages de programmation. Il a d’autre part contribué par ses recherches à la théorie des domaines, au Lambda-calcul paresseux, à la théorie de la concurrence, aux catégories d'interaction (en) et à la géométrie de l'interaction (en). Ses contributions récentes portent sur les méthodes de haut niveau pour le calcul et l'informatique quantique .

## Publications (sélection)
Handbook
- Samson Abramsky, Dov Gabbay et Thomas Stephen Edward Maibaum (éditeurs), Handbook of Logic in Computer Science : 5 volumes, Oxford, Clarendon Press (pour les 4 premiers volumes)  Oxford University Press  (pour le 5e), 1992 - 2000 (ISBN 0-19-853781-6, zbMATH 1035.03001).

Articles
- 2013 — Robust Constraint Satisfaction and Local Hidden Variables in Quantum Mechanics. (with G. Gottlob and P. Kolaitis). IJCAI 2013
- 2012 — Logical Bell Inequalities. (with Lucien Hardy). In Physical Review A. Vol. 85. No. ARTN 062114
- 2010 — Introduction to categories and categorical logic. (with N. Tzevelekos). In New Structures for Physics. Springer.
- 2000 — S. Abramsky, R. Jagadeesan et P. Malacaria, « Full Abstraction for PCF », Information and Computation, vol. 163, no 2,‎ 2000, p. 409 (DOI 10.1006/inco.2000.2930, arXiv 1311.6125, lire en ligne).
- 1997 — D. Pavlović et S. Abramsky, S., « Specifying interaction categories », Lect. Notes Comput. Sci., vol. 1290 « Category theory and computer science. 7th international conference, CTCS ’97 »,‎ 1997, p. 147-158 (zbMATH 0884.18008).
- 1994 — Domain Theory. (avec A Jung). in Handbook of Logic in Computer Science 3.
- 1993 — S. Abramsky et C. H. L. Ong, « Full Abstraction in the Lazy Lambda Calculus », Information and Computation, vol. 105, no 2,‎ 1993, p. 159 (DOI 10.1006/inco.1993.1044 , lire en ligne).
- 1993 — S. Abramsky, « Computational interpretations of linear logic », Theoretical Computer Science, vol. 111, nos 1–2,‎ 1993, p. 3–57 (DOI 10.1016/0304-3975(93)90181-R , lire en ligne).
- 1986 — S. Abramsky, Geoffrey L. Burn et Chris Hankin, « Strictness analysis for higher-order functions », Science of Computer Programming, vol. 7,‎ 1986, p. 249-278 (zbMATH 0603.68013).

## Prix et distinctions
Abramsky est membre de la Royal Society (2004), membre de la Royal Society of Edinburgh (2000) et membre de l'Academia Europaea (1993). Il est membre des comités de rédaction des North Holland Studies in Logic and the Foundations of Mathematics et des Cambridge Tracts in Theoretical Computer Science. Il a été président de LiCS de 2000 à 2003 et est membre du comité d'organisation de LiCS. Il a été élu Fellow de l' ACM (2014) pour ses contributions aux domaines sous forme logique, sémantique des jeux, mécanique quantique catégorique et sémantique contextuelle. Il a reçu la Médaille Lovelace en 2013. Son article « Domain theory in Logical Form » obtient le prix LiCS Test-of-Time pour 1987. Le prix lui a été remis au LiCS 2007. Il est co-lauréat du prix Alonzo-Church en 2017.
Il reçoit le prix EATCS en 2024.